# Big air

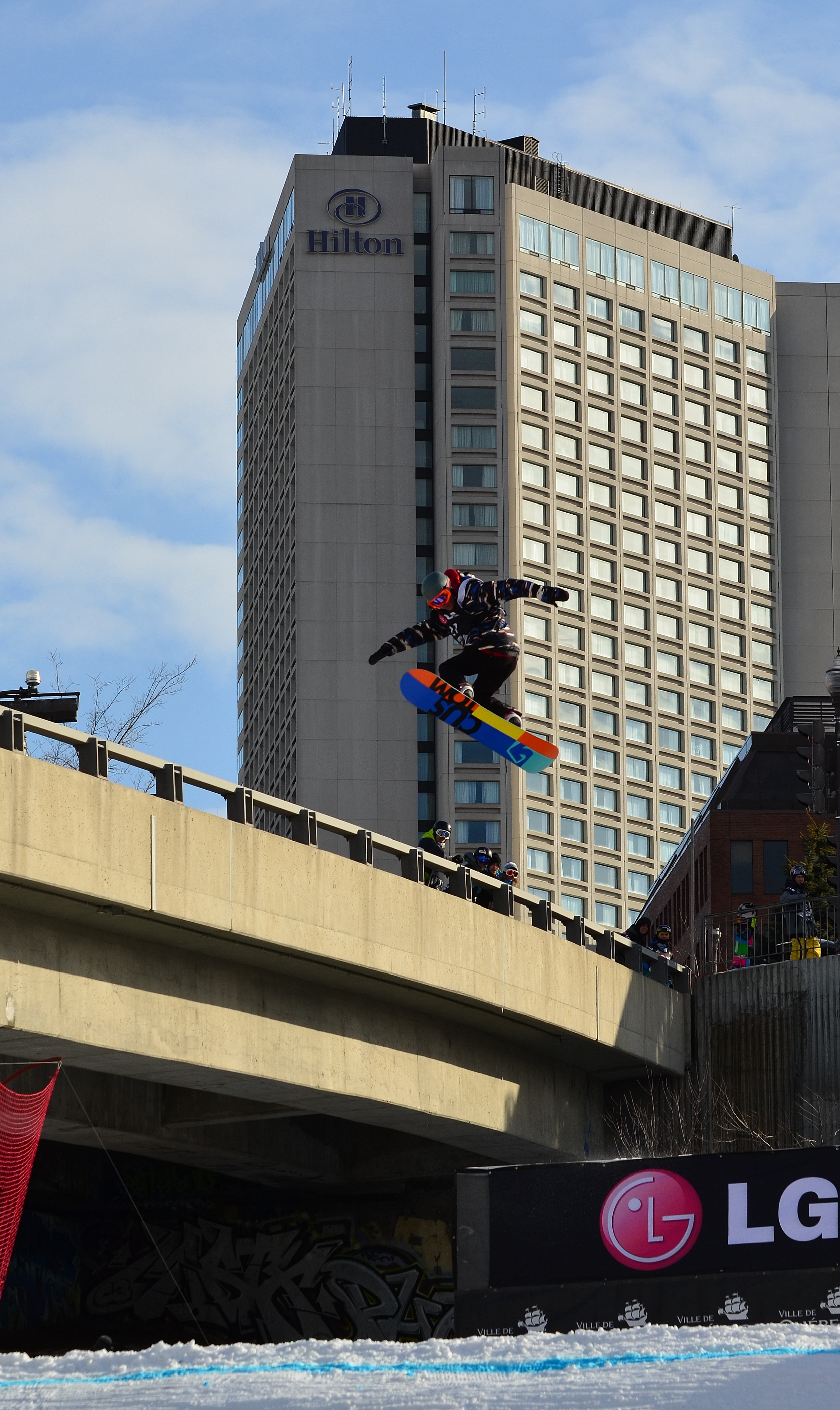
Un snowboarder en una competición de big air en el centro de Quebec

El big air es una disciplina del esquí acrobático que consiste en bajar una colina o rampa con un monopatín, snowboard, esquís o motocross, y realizar trucos o saltos largos; es una versión del slopestyle.
El big air formará parte de los Juegos Olímpicos de Invierno por primera vez en Pekín 2022.